# Pampanga

Pampanga

Pampanga – prowincja na Filipinach, położona w centralnej części wyspy Luzon.
Od południa granicę wyznacza Zatoka Manilska, od zachodu graniczy z prowincjami Zambales i Bataan, od północy z prowincjami Nueva Ecija i Tarlac, od wschodu z prowincją Bulacan. Powierzchnia: 2180,7 km². Liczba ludności: 1 911 951 mieszkańców (2007). Gęstość zaludnienia wynosi 963,3 mieszk./km². Stolicą prowincji jest San Fernando.